# ハイル・メコネン
ハイル・メコネン（Hailu Mekonnen、1980年4月4日 - ）はエチオピアの陸上競技選手である。専門は5000m、クロスカントリーを主とする長距離走。身長172cm、体重61kg。アルシ州出身。彼の名前は「ハイル」が本人の名前、「メコネン」は姓（ファミリーネーム）ではなく父親の名前（父称）である（人名#その他の文化圏における名前を参照）ため、本人を指す略称として「メコネン」を使うのは厳密には正しくないが、日本のマスメディアでは「メコネン」をファーストネームのように扱って略記することが多いため、以下の文章もそれに従う。
メコネンはハイレ・ゲブレセラシェの練習相手として知られる。クロスカントリーを得意とし、世界クロスカントリー選手権大会では1998年ジュニア3位、1999年シニアショート3位・ジュニア優勝、2002年ショート3位の成績を残すなどジュニア時代から活躍、国別対抗のメダル獲得に貢献した。アフリカ陸上競技選手権大会は1998年5000m2位、アフリカ競技大会では1999年1500m優勝、2003年5000m2位となっている。
メコネンはエチオピア代表として1999年と2001年の世界陸上競技選手権大会、また2000年のシドニーオリンピックに出場したが、いずれの大会でもメダルは獲得していない。2003年以降は国際大会から遠ざかり、2009年からはハーフマラソンやマラソンといったロードレースへと戦いの舞台を移した。

## 経歴
メコネンは1998年のアフリカ陸上競技選手権大会5000mに出場してダニエル・コーメンに次ぐ2位に入り、知られるようになった。1999年の世界クロスカントリー選手権大会ではジュニア優勝・ショート3位の活躍を見せた。メコネンは自身の成功が、練習相手でありよき先輩でもあるハイレ・ゲブレセラシェの助力によってもたらされたものだと考えている。1999年6月に出場したシュトゥットガルトの競技会で3000mのジュニア世界記録を上回る7分33秒00を記録したが、レース後に必要なドーピング検査を受けなかったためにジュニア世界記録は公認されていない。同年8月の世界陸上競技選手権大会5000mでは、13分18秒97の記録で7位に入賞した。
2000年2月、メコネンはバーミンガムの室内競技会に出場し、2マイル8分09秒66の世界記録を樹立した。2000年9月のシドニーオリンピックでは1500mに出場したが、準決勝1組7着に終わった。2001年3月、メコネンはリスボンで開催された世界室内陸上競技選手権大会に出場したが1500m7位に終わり、この後に5000mを主戦場とするようになった。8月の2001年世界陸上競技選手権大会5000mでは13分20秒24の記録で、優勝したリチャード・リモから20秒差の8位に入賞した。この後9月のIAAFグランプリファイナル3000mに出場したが8位となっている。この年メコネンは初めてのロードレースとなるメモリアル・ペッペ・グレコ10kmに出場して優勝を飾った。2002年、メコネンは世界クロスカントリー選手権で国別対抗の銀メダル獲得に貢献。12月に出場したQSI10kmでは27分39秒を記録し、世界新記録を樹立したゲブレセラシェの2位に入っている。2003年10月、メコネンはアフリカ競技大会の5000mに出場したがケネニサ・ベケレに及ばず2位となった。11月の国際千葉駅伝ではエチオピア代表の2区を走り優勝を飾った。
2008年メコネンはロードレースに活動の軸足を移し、日本の実業団チームであるHondaに所属した。2009年には世界ハーフマラソン選手権に出場したが途中棄権となっている。2010年4月のパリマラソンでは、レース中盤で失速したものの8位に入って2時間09分01秒を記録した。10月のアムステルダムマラソンでは35kmまで先頭争いに加わって5位に入り、自己記録を1分以上短縮する2時間07分37秒を記録した
2011年2月の東京マラソンではペースメーカーの直後につけてレースを進めた。25kmすぎから徐々に先頭集団を振り切り、自己記録を2秒更新する2時間07分35秒を記録して優勝した。

## 主な戦績
| 年   | 大会名                         | 開催地         | 結果   | 種目             |
| ---- | ------------------------------ | -------------- | ------ | ---------------- |
| 1998 | 世界クロスカントリー選手権     | マラケシュ     | 3位    | ジュニア         |
| 1998 | 世界クロスカントリー選手権     | マラケシュ     | 優勝   | ジュニア国別対抗 |
| 1998 | 世界ジュニア陸上競技選手権大会 | アヌシー       | 6位    | 5000m            |
| 1998 | アフリカ陸上競技選手権大会     | ダカール       | 2位    | 5000m            |
| 1999 | 世界クロスカントリー選手権     | ベルファスト   | 3位    | ショート 4236m   |
| 1999 | 世界クロスカントリー選手権     | ベルファスト   | 3位    | シニア国別対抗   |
| 1999 | 世界クロスカントリー選手権     | ベルファスト   | 優勝   | ジュニア 8012m   |
| 1999 | 世界クロスカントリー選手権     | ベルファスト   | 2位    | ジュニア国別対抗 |
| 1999 | 世界陸上競技選手権大会         | セビリア       | 7位    | 5000m            |
| 1999 | アフリカ競技大会               | ヨハネスブルグ | 優勝   | 1500m            |
| 2000 | 世界クロスカントリー選手権     | ヴィラモウラ   | 6位    | ショート         |
| 2000 | 世界クロスカントリー選手権     | ヴィラモウラ   | 2位    | 国別対抗         |
| 2000 | オリンピック                   | シドニー       | 準決勝 | 1500m            |
| 2001 | 世界室内陸上競技選手権大会     | リスボン       | 7位    | 1500m            |
| 2001 | 世界クロスカントリー選手権     | オーステンデ   | 10位   | ショート         |
| 2001 | 世界クロスカントリー選手権     | オーステンデ   | 2位    | 国別対抗         |
| 2001 | 世界陸上競技選手権大会         | エドモントン   | 8位    | 5000m            |
| 2001 | グッドウィルゲームズ           | ブリスベン     | 4位    | 5000m            |
| 2002 | 世界クロスカントリー選手権     | ダブリン       | 3位    | ショート         |
| 2002 | 世界クロスカントリー選手権     | ダブリン       | 2位    | 国別対抗         |
| 2003 | アフリカ競技大会               | アブジャ       | 2位    | 5000m            |
| 2003 | アフロアフリカ競技大会         | ハイデラバード | 優勝   | 5000m            |
| 2009 | 世界ハーフマラソン選手権       | バーミンガム   | DNF    | ハーフマラソン   |

### マラソン成績
| 年月日     | 大会名                 | 開催地         | 順位 | 記録          |
| ---------- | ---------------------- | -------------- | ---- | ------------- |
| 2010.4.11  | パリマラソン           | パリ           | 8位  | 2時間09分01秒 |
| 2010.10.17 | アムステルダムマラソン | アムステルダム | 5位  | 2時間07分37秒 |
| 2011.2.27  | 東京マラソン           | 東京           | 優勝 | 2時間07分35秒 |

## 記録
- 1500m - 3分33秒14（2000年）
- 1マイル - 3分53秒40（2000年）
- 3000m - 7分30秒53（2001年）
- 5000m - 12分58秒57（2001年）
- 10000m - 28分01秒10（2002年）
- ハーフマラソン - 1時間01分29秒（2009年）
- マラソン - 2時間07分35秒（2011年）